# 요크아우터 (영국 의회 선거구)
요크아우터 (York Outer)은 영국 의회 하원에서 지역을 대표하는 사우스요크셔 주의 선거구이다. 보수당 소속의 줄리언 스터디 의원이 대표를 맡고 있다. 
2010년 잉글랜드 구획위원회가 노스요크셔 주와 요크 시에 대한 선거구 개편 검토를 실시하여 시티오브요크 지역에 대한 선거구를 두 개로 줄일 것을 권고했다. 이에 따라 베일오브요크, 시티오브요크, 셀비 지역구가 병합되어 지금의 요크아우터 선거구가 되었다.

## 구획
요크아우터 선거구는 시티오브요크 내에 있는 모든 선거 행정구를 바탕으로 짜여졌다.
- 비숍소프
- 코프맨소프
- 드링하우스와 우드소프
- 풀퍼드와 헤즐링턴
- 핵스비와 위긴턴
- 히워스위드아웃
- 헐로드 (일부)
- 헌팅턴과 뉴이어즈윅
- 루럴웨스트요크
- 오스볼드윅과 더웬트 강
- 로클리프와 클리프턴위드아웃
- 스트렌솔
- 웰드레이크

요크아우터 선거구는 요크센트럴을 둘러싸고 있는 고리 모양이다. 요크아우터 (요크 외곽)이라는 지명은 잉글랜드 구획위 측에서 공청회를 열 때마다 많은 논란이 벌어졌는데, 모든 쪽에서 받아들일 수 있는 적합한 대체 지명을 찾기가 쉽지 않았다. '그레이터 요크'나 '카운티오브요크' (요크 주)라는 대안이 제시되기도 했지만 요크가 하나의 단일자치구라는 사실을 반영하지 못한다는 점에서 사그라들었다.

## 역대 국회의원
| 선거 | 선거 | 국회의원      | 정당   |
| ---- | ---- | ------------- | ------ |
|      | 2010 | 줄리언 스터디 | 보수당 |

## 선거
| 선거                                          | 선거 결과 | 선거 결과                                              | 후보                | 후보          | 정당   | 득표   | %     | ±%   |
| --------------------------------------------- | --------- | ------------------------------------------------------ | ------------------- | ------------- | ------ | ------ | ----- | ---- |
| 2015년 5월 총선 투표수: 53,300 (71.1%) (+6.7) |           | 보수당 유지 과반 득표: 13,129 (24.4%) +17.5 +3.7% 선회 |                     | 줄리언 스터디 | 보수당 | 26,477 | 49.1  | +6.1 |
| 2015년 5월 총선 투표수: 53,300 (71.1%) (+6.7) |           | 보수당 유지 과반 득표: 13,129 (24.4%) +17.5 +3.7% 선회 | 조 리치스           | 노동당        | 13,348 | 24.8   | +7.7  |      |
| 2015년 5월 총선 투표수: 53,300 (71.1%) (+6.7) |           | 보수당 유지 과반 득표: 13,129 (24.4%) +17.5 +3.7% 선회 | 제임스 블랜처드     | 자유민주당    | 6,269  | 11.6   | -24.4 |      |
| 2015년 5월 총선 투표수: 53,300 (71.1%) (+6.7) |           | 보수당 유지 과반 득표: 13,129 (24.4%) +17.5 +3.7% 선회 | 폴 애봇             | 영국 독립당   | 5,251  | 9.7    | +7.7  |      |
| 2015년 5월 총선 투표수: 53,300 (71.1%) (+6.7) |           | 보수당 유지 과반 득표: 13,129 (24.4%) +17.5 +3.7% 선회 | 지니 쇼             | 녹색당        | 2,558  | 4.7    | +4.7  |      |
| 2010년 5월 총선 투표수: 53,300 (71.1%) (+6.7) |           | 보수당 승리 과반 득표: 3,688 (6.9%) +7.4 +3.7% 선회    |                     | 줄리언 스터디 | 보수당 | 22,912 | 43.0  | +6.7 |
| 2010년 5월 총선 투표수: 53,300 (71.1%) (+6.7) |           | 보수당 승리 과반 득표: 3,688 (6.9%) +7.4 +3.7% 선회    | 메들레인 커크       | 자유민주당    | 19,224 | 36.1   | −0.7  |      |
| 2010년 5월 총선 투표수: 53,300 (71.1%) (+6.7) |           | 보수당 승리 과반 득표: 3,688 (6.9%) +7.4 +3.7% 선회    | 제임스 알렉산더     | 노동당        | 9,108  | 17.1   | −9.9  |      |
| 2010년 5월 총선 투표수: 53,300 (71.1%) (+6.7) |           | 보수당 승리 과반 득표: 3,688 (6.9%) +7.4 +3.7% 선회    | 주디스 모리스       | 영국 독립당   | 1,100  | 2.1    | N/A   |      |
| 2010년 5월 총선 투표수: 53,300 (71.1%) (+6.7) |           | 보수당 승리 과반 득표: 3,688 (6.9%) +7.4 +3.7% 선회    | 케이시 스머스웨이트 | 브리튼 국민당 | 956    | 1.8    | N/A   |      |

## 같이 보기
- 노스요크셔 주의 의회 선거구

### 내용주
1. ↑  선거비용과 선관위원의 유형 면에서는 자치주 선거구에 해당한다.
2. ↑  다른 모든 선거구와 마찬가지로 요크아우터 선거구는 매 5년마다 열리는 총선에서 소선거구제를 이용해 국회의원 (MP) 1인을 선출한다.

### 참조주
1. ↑  “Electorate Figures - Boundary Commission for England”. 《2011 Electorate Figures》. Boundary Commission for England. 2011년 3월 4일. 2010년 11월 6일에 원본 문서에서 보존된 문서. 2011년 3월 13일에 확인함.
2. ↑  Maps 보관됨 5 6월 2011 - 웨이백 머신 provided by City of York Council
3. ↑  레이그 레이먼트의 연도별 국회의원 목록 (Leigh Rayment's Historical List of MPs) –  'Y'로 시작하는 선거구
4. ↑  “Election Data 2015”. Electoral Calculus. 2015년 10월 17일에 원본 문서에서 보존된 문서. 2015년 10월 17일에 확인함.
5. ↑  “York Outer”. BBC News. 2015년 5월 13일에 확인함.
6. ↑  “Election Data 2010”. Electoral Calculus. 2015년 10월 17일에 원본 문서에서 보존된 문서. 2015년 10월 17일에 확인함.
7. ↑  BBC - Election 2010 - York Outer